# Trabowszczyzna
Trabowszczyzna (biał. Трабаўшчына; ros. Трабовщина) – wieś na Białorusi, w obwodzie witebskim, w rejonie szarkowszczyńskim, w sielsowiecie Jody.

## Historia
W czasach zaborów wieś w powiecie dzisieńskim, w guberni wileńskiej Imperium Rosyjskiego
W latach 1921–1945 wieś leżała w Polsce, w województwie wileńskim, w powiecie dziśnieńskim (od 1926 w powiecie brasławskim), w gminie Jody.
Według Powszechnego Spisu Ludności z 1921 roku zamieszkiwało tu 137 osób, 31 były wyznania rzymskokatolickiego a 106 prawosławnego. Jednocześnie 16 mieszkańców zadeklarowało polską a 121 białoruską przynależność narodową. Było tu 26 budynków mieszkalnych. W 1931 w 31 domach zamieszkiwało 152 osoby.
Wierni należeli do parafii rzymskokatolickiej w Zamoszach prawosławnej w Judycynie. Miejscowość podlegała pod Sąd Grodzki w Brasławiu i Okręgowy w Wilnie; właściwy urząd pocztowy mieścił się w Jodach.
W wyniku napaści ZSRR na Polskę we wrześniu 1939 miejscowość znalazła się pod okupacją sowiecką. 2 listopada została włączona do Białoruskiej SRR. Od czerwca 1941 roku pod okupacją niemiecką. W 1944 miejscowość została ponownie zajęta przez wojska sowieckie i włączona do Białoruskiej SRR.
Od 1991 w składzie niepodległej Białorusi.